# Ian McNaught-Davis
Ian McNaught-Davis (ur. 30 sierpnia 1929 w Wakefield, zm. 10 lutego 2014) – brytyjski wspinacz, alpinista i himalaista. W latach 1980. stał się szerzej znany jako prezenter trzech serii edukacyjnych w telewizji BBC, dotyczących nauki programowania i komputerów. Do niedawna był prezydentem Międzynarodowej Federacji Związków Alpinistycznych (UIAA).
Największym jego sukcesem wyprawowym było pierwsze wejście na Muztagh Tower (7273 m) w Karakorum w 1956 r. (z Joe Brownem).
M. in. także z Joe Brownem uczestniczył w głośnych wejściach medialnych, po raz pierwszy transmitowanych przez telewizję 
(np. w lipcu 1967 r. szli w jednej dwójce linowej w pokazanym ok. 15 milionom odbiorców przez BBC wyścigu trzech zespołów na nadmorską skalną turnię Old Man of Hoy w Szkocji; 
wspinał się także na Wieżę Eiffla, co transmitowała telewizja ABC). 